# Jerzy Gumiela
Jerzy Gumiela (ur. 1951, zm. 4 czerwca 2010) – polski artysta malarz mieszkający w Nowym Jorku. W 1980 ukończył Państwową Wyższą Szkołę Sztuk Plastycznych w Poznaniu. W 1986 otrzymał stypendia artystyczne Ministra Kultury i Sztuki oraz rządu duńskiego, dzięki którym studiował w Królewskiej Akademii Sztuk Pięknych w Kopenhadze. Otrzymał także nagrodę wojewody szczecińskiego za wybitne osiągnięcia malarskie. W 1990 wyjechał do Nowego Jorku gdzie mieszkał i tworzył przez 18 lat. W 2008 roku wrócił do Polski i do śmierci mieszkał w Płotach. Zmarł w następstwie wylewu krwi do mózgu.

## Wystawy indywidualne
- 2008: Galeria BWA Miejskiego Ośrodka Sztuki, Gorzów Wielkopolski[1]
- 2006: Galeria Mariacka, Gdańsk
- 2005: EASY Gallery, Nowy Jork
- 2004: Galeria Zamkowa, Bielsko-Biała
- 2001: International Gallery of Culture, Polska
- 2000: Europa Gallery, Nowy Jork
- 1999: Europa Gallery, Nowy Jork
- 1996: Consulate of Poland, Nowy Jork
- 1993: Galeria Amfilada, Szczecin
- 1992: New York PAAS Gallery, Nowy Jork
- 1991: New England Center for Contemporary Art Museum, Connecticut
- 1991: Polish Museum of America, Chicago
- 1990: Light Gallery, Niemcy
- 1990: Galeria Epicentrum, Polska
- 1989: Prasent Gallery, Niemcy
- 1988: Robert Koch Institute, Niemcy
- 1988: Kunsta Gallery, Norwegia
- 1987: Knabro Gallery, Dania
- 1986: ABA Gallery, Szwecja
- 1983: Gemeentewoning, Holandia
- 1983: Plein 7 Gallery, Holandia

## Wideoarty Jurka Gumieli
1. „Akacja”, Paweł Kulik, Jerzy Gumiela, 6 min 5 s., 1989 r.
Impresja na temat dzieł Jerzego Gumieli. Wideo nakręcono w lesie nad j. Głębokie w Szczecinie. Na zdjęciach w początkowej części filmu: Franciszek Starowiejski, Krzysztof Skarbek i Jerzy Gumiela. Prezentowany w filmie obraz na płótnie „Czterech malarzy przy wspólnej robocie” jest dziełem wymienionych trzech artystów oraz Zenona Nitki. Instalacja z końmi, autorstwa Jerzego Gumieli, powstała na pamiątkę pobytu papieża Jana Pawła II w Szczecinie. W filmie występuje także syn Artysty, Piotr Gumiela.  
Tytuł wideoartu od słowa „akcja” – pomysł Jerzego Gumieli.
2. „Permanentne samobójstwa romantycznego artysty”, Jerzy Gumiela, Paweł Kulik, 9 min 30 s., 1990 r. Impresja prezentująca Jerzego Gumielę podczas malowania obrazów. Zdjęcia wykonano w BWA Zamek Książąt Szczecińskich oraz nad j. Glinna. W roli „ślepego -losu – ślepca” Paweł Kulik.  
3. „"Anno Domini" - wideoart Pawła Kulika i Jurka Gumieli”, Paweł Kulik, Jerzy Gumiela, 4 min 20 s., 1990 r. 
Wideoart inspirowany obrazem Jerzego Gumieli „Portret rodzinny” z 1989 r. W filmie pojawiają się reminiscencje 50. rocznicy wybuchu II wojny światowej. Zdjęcia wykonano nad i w rzeczce „Chełszcząca” w Wielgowie (prawobrzeżnym osiedlu Szczecina). W filmie występuje także żona i syn artysty (Krystyna i Piotr Gumiela). 
4. Bez tytułu – niedokończony, Paweł Kulik, Jerzy Gumiela, 1 min. 45 s., 1993 r, 
Niedokończony wideoart, w którym udział wziął Jerzy Gumiela oraz jego modelka. Film był kręcony w willi Lentza w Szczecinie, wykorzystano technikę cyfrową.